# Бабалеу, Иван Павлович
Иван Павлович Бабалеу — молдавский советский хозяйственный, государственный и политический деятель, Герой Социалистического Труда.

## Биография
Родился в 1922 году в селе Пелиния. Член КПСС с 1950 года.
С 1949 года — на хозяйственной, общественной и политической работе. В 1949—1982 гг. — тракторист Пелинийской машинно-тракторной станции, бригадир тракторной бригады, мастер-наладчик ремонтной мастерской колхоза имени Жданова Рышканского района Молдавской ССР.
Указом Президиума Верховного Совета СССР от 8 декабря 1973 года присвоено звание Героя Социалистического Труда с вручением ордена Ленина и золотой медали «Серп и Молот».
Умер после 1982 года.